# KABC-TV
KABC-TV (canal 7, conocido como «ABC7») es la estación de televisión propiedad de la ABC (American Broadcasting Company) y operada por la misma (a través de The Walt Disney Company) para la zona de Los Ángeles (California). Es además el canal de televisión más visto en el sur de California[cita requerida] a través del Satélite Galaxy de Intelsat y DirecTV.
La estación es la cabecera de la cadena ABC para la Costa Oeste de los Estados Unidos. Las oficinas y estudios se ubican en Glendale, California. Como muchas otras televisoras del mercado de Los Ángeles, el transmisor se ubica en la Montaña Wilson. al norte de Pasadena, California. La estación transmite su señal digital en el canal 7.1.

## Historia

### Como KECA-TV
KABC-TV salió al aire como KECA-TV el 16 de septiembre de 1949. Su sigla fue creada en honor al pionero de la televisión en Los Ángeles, Earle C. Anthony. Fue una de las 5 estaciones iniciales que eran propiedad de ABC (todas transmitiendo en el canal 7) junto con WABC-TV (Nueva York), WLS-TV (Chicago), WXYZ-TV (Detroit) y KGO-TV (San Francisco). De acuerdo a aquello, KABC fue la última que inició sus transmisiones.

### Como KABC-TV
El 1 de febrero de 1954 KECA cambió su sigla a la actual KABC-TV.
Desde el inicio como KECA en 1949 hasta 2000, KABC-TV se ubicó en el ABC Television Center (actualmente conocido como The Prospect Studios), en el barrio Los Feliz de Los Ángeles, al este de Hollywood. En diciembre de 2000, KABC-TV trasladó sus estudios a un edificio diseñado por César Pelli en las cercanías de Glendale, California. La televisora se encuentra a poca distancia de las oficinas centrales para la costa oeste de la ABC.
KABC-TV ha usado el famoso logo «Círculo 7» desde 1962 (año en que la ABC creó e implementó el logotipo). Los lectores de noticias y reporteros usan el logotipo en su vestimenta cuando aparecen en cámara.
El 4 de febrero de 2006 la estación se convirtió en la primera televisora en California que transmite sus noticieros en alta definición (HD).

## Audiencia
KABC ha tenido el liderazgo en el gran mercado competitivo de Los Ángeles en las últimas tres décadas. La introducción del formato Eyewitness News para su noticiero en la década de 1970, seguido a la introducción de programas nacionales como Wheel of Fortune, Jeopardy!, The Oprah Winfrey Show y Live With Regis and Kelly en la década de 1980, ha asegurado la dominancia de KABC en índices de audiencia hasta el presente.

## Otros programas
KABC-TV es también el hogar de varios programas emitidos a nivel nacional tales como Tamron Hall, Live with Kelly and Ryan. La señal también realiza las transmisiones en alta definición de Wheel of Fortune y Jeopardy!.
El día en que ABC transmite los Premios Oscar, KABC-TV produce un programa previo al show llamado An Evening at the Academy Awards: The Arrivals («Una tarde en los Premios de la Academia: Las Llegadas»), el cual también se emite en las estaciones de propiedad de ABC y las afiliadas a ella, tanto a nivel nacional como internacional. Posteriormente, también se transmite un show con los ganadores de las categorías.

## Títulos de las noticias
- Channel 7 Eyewitness News (1970-1996) también usado en WABC-TV y WLS-TV, en manos de la ABC.
- ABC 7 Eyewitness News (1997-presente).
- ABC 7 Eyewitness News HD (febrero de 2006-presente).

## Retransmisoras
KABC es retransmitida por las siguientes estaciones:
- K48IP Daggett
- K19BT Lucerne Valley
- K67AO Palmdale (transmite en el canal 12)
- K08IA Newberry Springs
- K07NH Ridgecrest
- K41GO Ridgecrest